# Abdij van Montecassino
De Abdij van Montecassino (Latijn: Abbatia Territorialis Montis Cassini; Italiaans: Abbazia territoriale di Montecassino) is een benedictijner territoriale abdij, een van de drie kloosters gesticht door Benedictus van Nursia. Het klooster ligt op een rots, 519 meter boven het Italiaanse plaatsje Cassino in de regio Lazio, tussen Rome en Napels. De abdij is gebouwd op de ruïnes van de Romeinse versterking Municipium Casinum.

## Geschiedenis

### Benedictus
Toen Benedictus er aankwam was de regio nog niet bekeerd. Volgens de legende zou Benedictus het Apollo-altaar hebben afgebroken en er een kapel hebben gebouwd; de basis was gelegd. Montecassino zou geen eenvoudig leven zijn beschoren. Aanvankelijk was het niet meer dan een toren en een kapel, maar al snel werd het klooster steeds groter en kwam het onder bescherming van diverse machtige heersers te staan. Tijdens het leven van Benedictus ontstond hier de bekende regel voor monniken. Hij verrichtte er ook verscheidene mirakelen. Later zou het klooster verscheidene malen ten prooi vallen aan oorlogen en heersers, waardoor het ondertussen al vier keer is herbouwd.
Ook als bedevaartsoord is het klooster sinds eeuwen zeer in trek, zeker nadat Benedictus, die in de crypte begraven ligt, heilig werd verklaard.

### Meermalen verwoest en herbouwd
Omstreeks 577 werd de abdij verwoest door de Longobarden van Zotto, hertog van Beneventum, maar in de achtste eeuw gaf paus Gregorius II de opdracht om de abdij te herbouwen. Die taak lag bij abt Petronax, de tweede stichter van de abdij. 
In 787 bezocht Karel de Grote het klooster en verleende de abdij verscheidene privileges; hij was een vriend van paus Adrianus I. De basiliek werd opnieuw gebouwd en vele manuscripten zagen het daglicht.
Montecassino werd in 883 geplunderd door Saracenen. Abt Bertharius vond de dood. De monniken trokken zich terug in Teano en later in Capua. Bij de heropstart was de cluniacenzer hervorming belangrijk, maar ze kon zich door de Normandische nabijheid niet volledig doorzetten, ook niet onder abt Aligernus, die was opgeleid door Odo van Cluny. In de abdij werden een van de eerste zinnen opgeschreven in wat later de Italiaanse taal werd: de Placiti Cassinesi.
Een aanzienlijke uitbouw van het klooster vond plaats in de 11e eeuw onder de grote abten Frederik van Verdun en Desiderius van Benevento, die het allebei tot paus brachten. De benedictijnen van Montecassino wierpen zich op als beschermheren van de nabijgelegen School van Salerno. Tijdens het abbatiaat van Desiderius vulde de kloosterbibliotheek zich met kostbare verluchte handschriften, alsook met mozaïeken, emailschilderijen en oosters goudwerk. Grote kroniekschrijvers waren de monniken Amatus, Leo van Ostia en Petrus Diaconus. Constantijn de Afrikaan maakte vanaf 1077 met zijn vertaalteam de Arabische medische literatuur toegankelijk voor christelijk Europa. Op 1 oktober 1071 wijdde paus Alexander II een nieuwe abdijkerk in.
Met Paschalis II werd in 1118 opnieuw een benedictijn uit Montecassino tot paus gekozen. Keizer Frederik II bezette in 1230 de abdij en verdreef de monniken. Onder paus Celestinus V werd Montecassino in 1294 overgeheveld naar de celestijnen. In 1321 verhief paus Johannes XXII de abdij en haar territorium tot bisdom, een privilege dat in 1367 weer werd afgeschaft.
In 1349 werd het klooster door een aardbeving getroffen. Alleen een paar muren getuigden nog van het gebouw dat abt Desiderius verwezenlijkte.
Ook tijdens de Tweede Wereldoorlog werd de abdij niet gespaard, ondanks de inspanning van vele monniken. Op 15 februari 1944, toen de Slag om Monte Cassino tussen de goed ingegraven Duitsers en de oprukkende geallieerden in alle hevigheid woedde, meende het geallieerde opperbevel (ten onrechte) dat de Duitsers zich ook in het klooster verschanst hadden en dat platbombarderen onvermijdelijk was. In dit gebouw van rust, vrede en gebed hadden honderden mensen een schuilplaats gevonden. Binnen drie uur tijd zou dit hun laatste rustplaats worden. Veel van de kunstschatten waren echter tijdig in veiligheid gebracht. Er werd nog een lange tijd in de ruïnes van de abdij gevochten. Na lange tijd werd het veroverd door Poolse soldaten.
De naoorlogse wederopbouw duurde meer dan een decennium en werd volledig gefinancierd door de Italiaanse staat. Na zoveel eeuwen blijft de Abdij van Montecassino de oorsprong van het westers kloosterleven.
Tot 2014 had de territoriale abdij een grondgebied van 567 km² met 79.900 katholieken. Op 23 oktober 2014 werden door paus Franciscus met het motu proprio Ecclesia Catholica de 53 tot Montecassino behorende parochies in het bisdom Sora-Cassino-Aquino-Pontecorvo ingelijfd.

## Complex
Het is een groot klooster en het totale complex bevat een kerk, kapittelzaal, dormitorium, refectorium, keuken, cellarium of voorraadkamer, novicencel, vestiarium of garderobe, oud en nieuw infirmarium of ziekenboeg en het palatium.
Van het oorspronkelijke complex zijn alleen de door de kunstschool van Beuron beschilderde crypte (1889-1913) en de graven van Benedictus en zijn tweelingzuster, de heilige Scholastica, bewaard gebleven.